# David Cooper
David Graham Cooper (Kaapstad, 1931 – Parijs, 29 juli 1986) was een in Zuid-Afrika geboren psychiater en theoreticus die een prominente rol speelde in de antipsychiatrie-beweging.
Cooper studeerde in 1955 af aan de Universiteit van Kaapstad. Cooper bedacht de term "antipsychiatrie" in 1967 en schreef in 1971 het boek Psychiatry and Anti-psychiatry. 

## Toonaangevende concepten
Cooper geloofde dat waanzin en psychose de manifestatie zijn van een ongelijkheid tussen de eigen 'ware' identiteit en onze sociale identiteit (de identiteit die anderen ons geven en die wij internaliseren). Cooper bedacht de term antipsychiatrie om oppositie en tegengestelde methoden tegen de orthodoxe psychiatrie van die tijd te beschrijven.
Geestverwanten waren onder meer Thomas Szasz, Ronald Laing, Paul Goodman, Allen Ginsberg en Herbert Marcuse. De term ‘antipsychiatrie’ werd voor het eerst gebruikt door David Cooper in 1967.
Hij was een van de oprichters van de Philadelphia Association in Londen.

## De taal van de waanzin
In 1967 gaf David Cooper een inleiding op Foucaults Madness and Civilization, die begon met:
"Waanzin is in onze tijd een soort verloren waarheid geworden - een verklaring die niet atypisch is voor 'een tijd die het nageslacht nu gemakkelijk als half krankzinnig beschouwt.'"
Terwijl hij dezelfde gedachtegang voortzette, verhief hij tegen het einde van het volgende decennium de waanzin tot de status van een bevrijdende kracht in zijn laatste publicatie The Language of Madness (1978): 
"Waanzin is een permanente revolutie in het leven van een persoon... een ontbinding van zichzelf met de impliciete belofte van terugkeer naar een vollediger gerealiseerde wereld"'.
- Bibsys: 90055085
- Biblioteca Nacional de España: XX893882
- Bibliothèque nationale de France: cb11897590d (data)
- Catàleg d'autoritats de noms i títols de Catalunya: 981058521618606706
- CiNii: DA07050787
- Gemeinsame Normdatei: 122134443
- International Standard Name Identifier: 0000 0001 0913 4476
- Library of Congress Control Number: n50026183
- Nationale Bibliotheek van Letland: 000229456
- Bibliotheek van het Japanse parlement: 00436583
- Nationale Bibliotheek van Tsjechië: xx0054746
- Nationale bibliotheek van Australië: 36059872
- Nationale Bibliotheek van Israël: 987007574648405171
- Nederlandse Thesaurus van Auteursnamen: 068369727
- Réseau des bibliothèques de Suisse occidentale: 02-A003133591
- LIBRIS: 221458
- Système universitaire de documentation: 026798123
- Trove: 1204309
- Virtual International Authority File: 71389274
- WorldCat: E39PBJycJrKx3fMM4GfWX98wG3